# Tracey Belbin
Tracey Belbin   (Tingalpa, 24 de juny de 1967) és una jugadora d'hoquei sobre herba australiana, ja retirada, que va competir durant les dècades de 1980 i 1990.
El 1988 va prendre part en els Jocs Olímpics de Seül, on guanyà la medalla d'or en la competició d'hoquei sobre herba. Quatre anys més tard, als jocs de Barcelona, fou cinquena en la mateixa competició. En el seu palmarès també destaca una medalla de plata a la Copa del món del 1990 i una d'or i dues de plata al Champions Trophy.
Com a estudiant de la Universitat de Queensland, a Brisbane, es va llicenciar el 1993 en psicologia. Després de la seva carrera passà a exercir d'entrenadora d'hoquei, treballant com a assistent de l'equip femení sud-africà. El gener de 1999 fou nomenada entrenadora de l'equip femení dels Estats Units, amb qui va guanyar la medalla de plata als Jocs Panamericans de 1999. Va abandonar aquest càrrec el 2002.
El 2009 va ser incorporada al Saló de la fama de l'esport de Queensland.